# Sukarrieta
Sukarrieta (nome in spagnolo ufficiale fino al 1984 Pedernales) è un comune spagnolo di 325 abitanti situato nella comunità autonoma dei Paesi Baschi.